# Xiaomi Mi Band 3

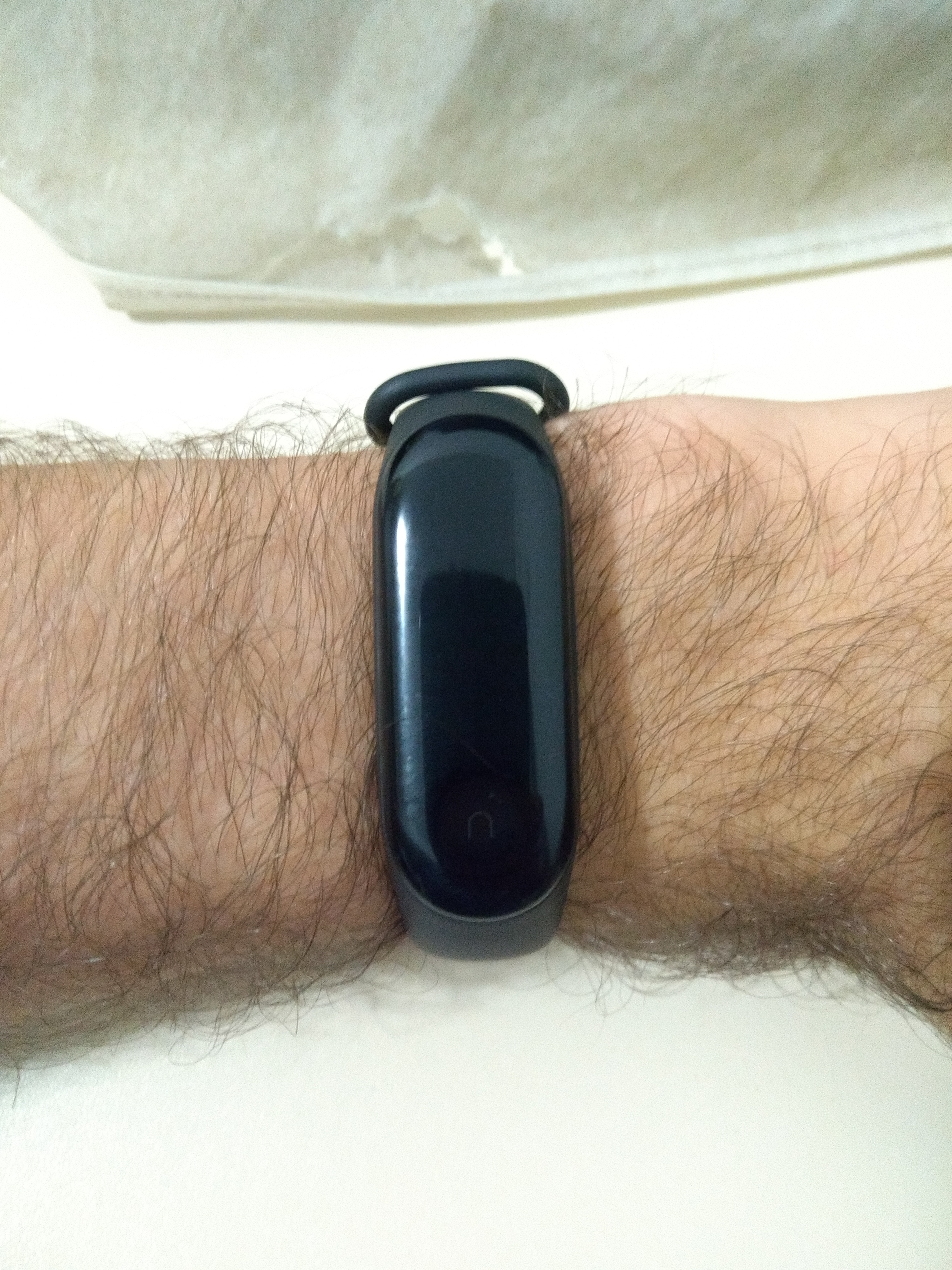
Xiaomi Mi Band 3 на руке

Xiaomi Mi Band 3 — третий фитнес-трекер от компании Xiaomi Corporation (кит. 小米科技 , пиньинь: Xiǎomĭ Kējì, палл.: Сяоми́ Кэцзи́). Был выпущен 31 мая 2018 года.

## Характеристика

### Основные[2][3]
- Производитель: Xiaomi
- Версия Bluetooth: V4.2 LE
- Степень водонепроницаемости: IP68 5 ATM
- Совместимость: Android 4.4+ / iOS 9.0 +
- Язык: Мультиязычность
- Общая длина: 235 мм
- Длина ремешка: 155—216 мм
- Размеры (Д x Ш x В): 46,9 x 17,9 × 12 мм
- Вес продукта: 20,0 г
- NFC: есть

### Датчики
- Акселерометр
- Оптический пульсометр
- Вибрационный двигатель

### Дисплей
- Дисплей: 0.78 дюймов OLED
- Кнопка: емкостная

### Батарея
- Тип аккумулятора: литий-полимерный аккумулятор
- Емкость аккумулятора: 110 мАч
- Срок службы батареи: 20 дней

### Материал
- Материалы капсулы: Поликарбонат, пластик.
- Материалы браслета: Силикон